# Женска ватерполо репрезентација Румуније
Женска атерполо репрезентација Румуније представља Румунију у међународним такмичењима у ватерполу. Налази се под контролом Ватерполо савеза Румуније.

## Резултати репрезентације на међународним такмичењима

### Олимпијске игре
Нису се квалификовали

### Светско првенство у ватерполу за жене
Нису се квалификовали

### Европско првенство у ватерполу за жене
| Европско првенство | Учествовање           | Пласман               | ИГ                    | П                     | Н                     | И                     | ГД                    | ГП  | ГР  |
| ------------------ | --------------------- | --------------------- | --------------------- | --------------------- | --------------------- | --------------------- | --------------------- | --- | --- |
| 1985 - 2020.       | Нису се квалификовали | Нису се квалификовали | Нису се квалификовали | Нису се квалификовали | Нису се квалификовали | Нису се квалификовали | Нису се квалификовали |     |     |
| Сплит 2022.        | Групна фаза           | 11. место             | 5                     | 0                     | 0                     | 5                     | 19                    | 104 | -85 |
| Ајндховен 2024.    | Групна фаза           | 14. место             | 5                     | 2                     | 0                     | 3                     | 46                    | 48  | -2  |
| Укупно             | 2 учешћа              | 11. место             | 10                    | 2                     | 0                     | 8                     | 65                    | 152 | -87 |

### Светска лига у ватерполу за жене
Нема учешћа

### Светски куп у ватерполу за жене
Нема учешћа